# Винищувальна авіація

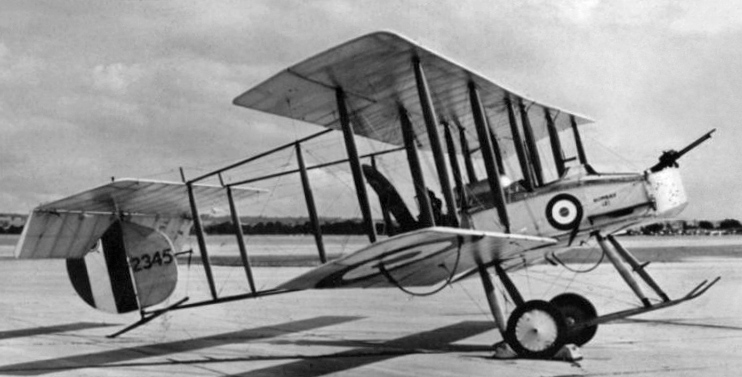
Винищувач Віккерс. Велика Британія, 1915

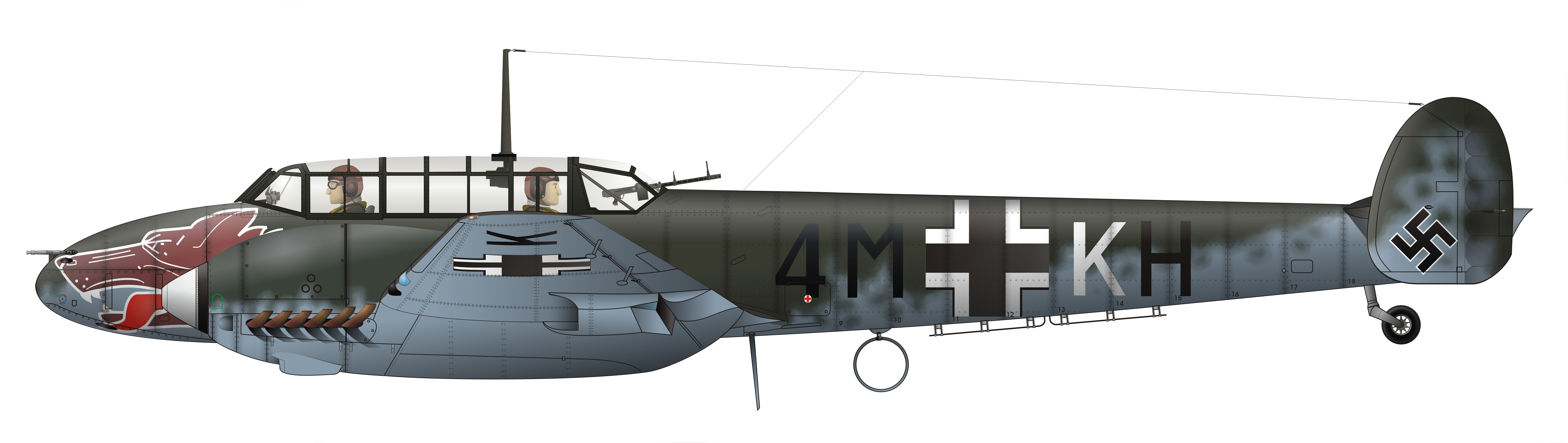
Важкий винищувач Messerschmitt Bf 110, Німеччина

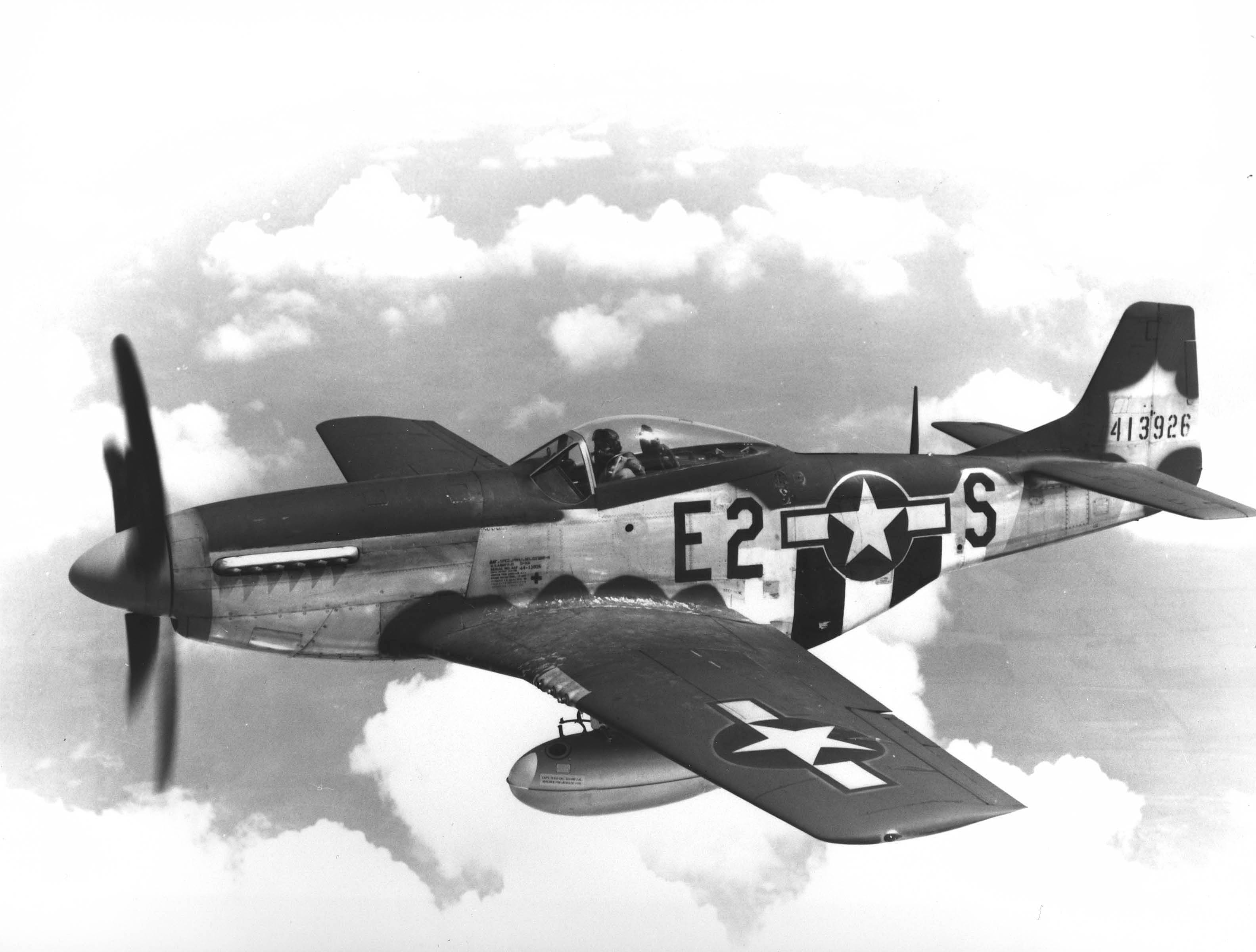
Винищувач P-51 «Мустанг», США, 2008

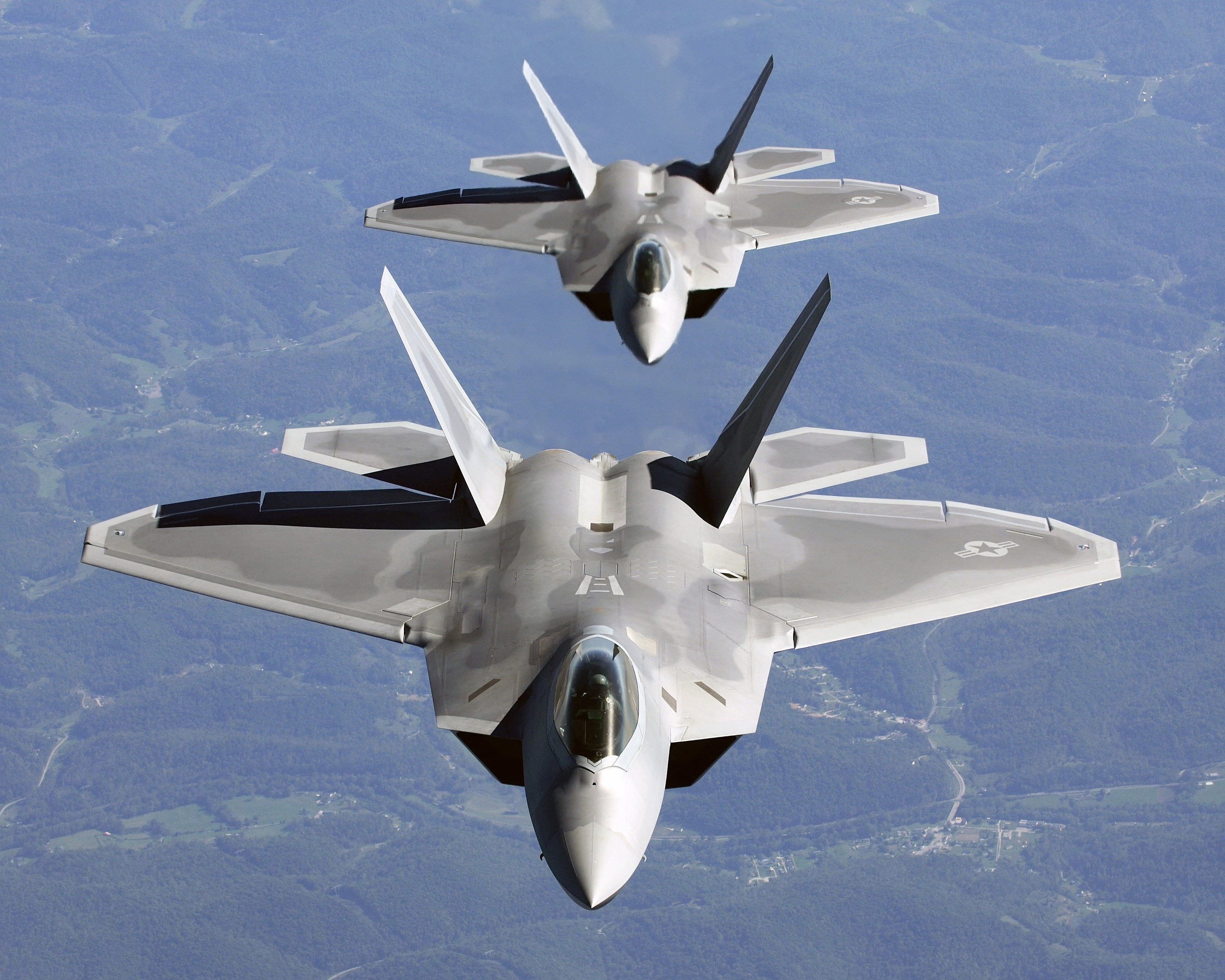
Винищувачі F-22 «Раптор» США, 2008

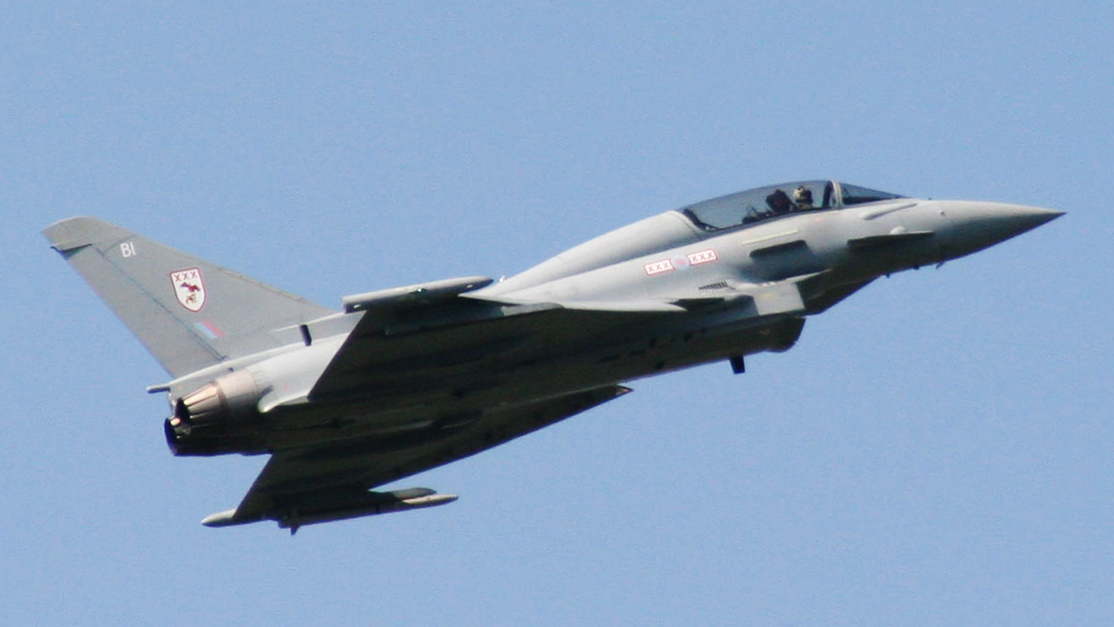
Винищувач Eurofighter Typhoon, країни Євросоюзу

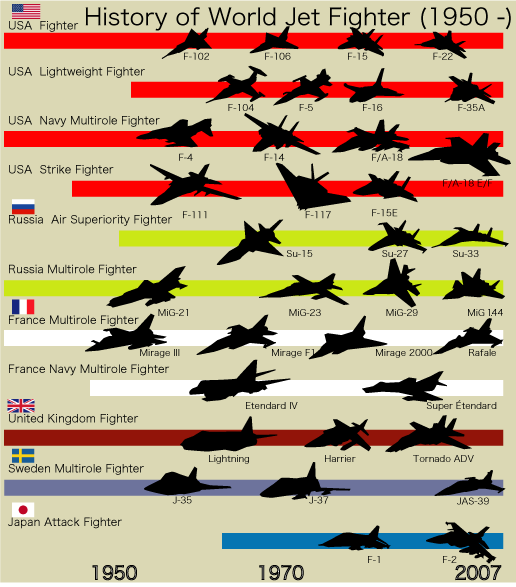
Історія розвитку реактивної винищувальної авіації

Вини́щувальна авіа́ція — рід тактичної авіації ПС, а в СРСР також рід військ ППО країни. Призначена для знищення літаків і безпілотних засобів противника з метою завоювання панування в повітрі, прикриття військ і об'єктів тилу, забезпечення бойових дій інших родів і видів авіації. Може застосовуватися також для дій з наземних (морським) об'єктів (цілям) і ведення повітряної розвідки.
Сучасна винищувальна авіація має на озброєнні реактивні надзвукові літаки четвертого покоління.
Основною її зброєю є керовані ракети і скорострільні гармати. Головні способи бойових дій винищувальної авіації — перехоплення повітряних цілей з положення чергування на аеродромах і чергування в повітрі. Інколи застосовується самостійний пошук. Управління винищувальною авіацією і наведення літаків на цілі здійснюється за допомогою радіоелектронних засобів і систем.

## Історія
Винищувальна авіація виникла за часів Першої світової війни 1914—1918, коли для боротьби з бомбардувальниками і розвідувальними літаками були створені спеціальні, невеликого розміру літаки-винищувачі, озброєні кулеметами. У 1917—1918 винищувальна авіація набула великого значення у ВПС воюючих держав. У російській армії в травні 1917 вона становила понад 50 % всіх ВПС, в арміях Франції, Великої Британії, США в листопаді 1918 — 41,5 %, в австрійській і німецькій арміях — близько 37 %.
До 1939 питома вага винищувальної авіації у ВПС багатьох держав у зв'язку з розвитком бомбардувальної авіації значно знизився: у Великій Британії — до 28 %, у Франції і Італії — до 30 %, в США — до 25 %, Німеччині — до 22 %. Під час 2-ї світової війни 1939—45 Винищувальна авіація збільшилася кількісно і зросла її питома вага.
Винищувальна авіація в радянських ВПС на початок Німецько-радянської війни 1941—1945 становила 56,2 %, а до середини 1944 — 42 %.
У битвах під Москвою і Сталінградом радянська винищувальна авіація відбила натиск німецької авіації і завдала їй нищівних ударів. У період контрнаступу зимою 1942—43 і в повітряній битві на Кубані весною 1943 вона завоювала панування в повітрі, остаточно закріпила його в Курській битві 1943 і міцно утримувала до кінця війни.